# Baryscapus bouceki
Baryscapus bouceki är en stekelart som beskrevs av Askew och Shaw 2005. Baryscapus bouceki ingår i släktet Baryscapus och familjen finglanssteklar.
Artens utbredningsområde är Tunisien. Inga underarter finns listade.